# 2019 en Belgique
Chronologie de la Belgique
- 2015
- 2016
- 2017
- 2018
- 2019
- 2020
- 2021
- 2022
- 2023

Cette page concerne des événements qui se sont produits durant l'année 2019 du calendrier grégorien en Belgique.

## Événements

### Janvier
- 1er janvier : fusion de certaines communes en Flandre[1]. La Belgique compte désormais 581 communes.
- 24 janvier : plus de 35 000 étudiants et élèves brossent les cours et manifestent à Bruxelles pour réclamer des mesures politiques en faveur du climat[2].

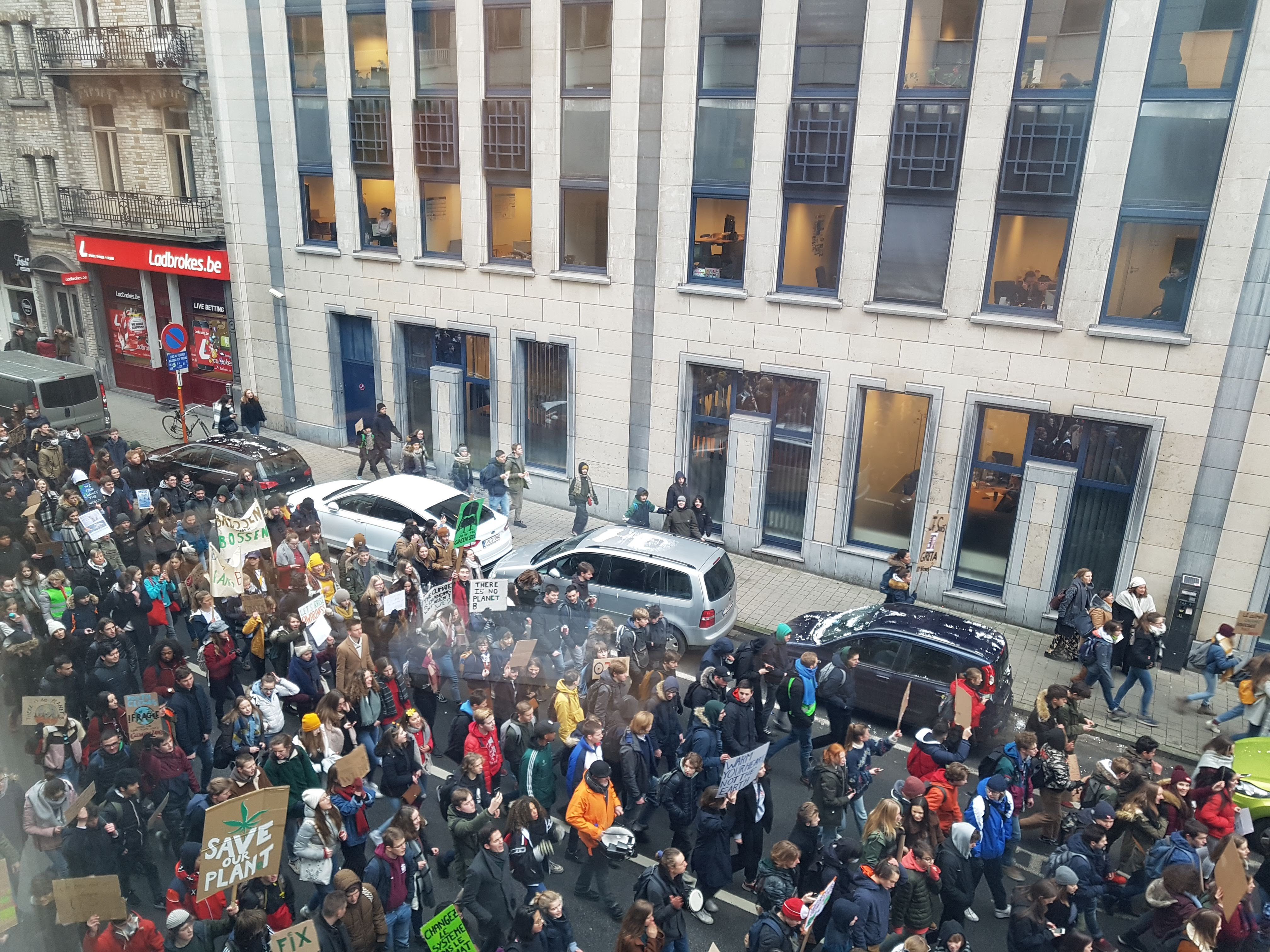
Des étudiants manifestent pour le climat dans les rues de Bruxelles, le 24 janvier 2019.

- 27 janvier : plus de 70 000 personnes manifestent dans les rues de Bruxelles en faveur de l’action climatique (Rise for Climate)[3].
- 31 janvier : plus de 33 000 jeunes manifestent pour le climat dans différentes villes du pays (dont 15 000 à Liège et 12 500 à Bruxelles)[4].

### Février
- 5 février : Joke Schauvliege démissionne de sa charge de ministre flamande de l'Environnement, après avoir affirmé que les marches pour le climat étaient, selon elle, « le fruit d'un complot »[5].
- 7, 14, 21 et 27 février : de nombreuses grèves scolaires en faveur du climat réunissent plusieurs dizaines de milliers de personnes aux quatre coins du pays (dont plus de 20 000 le 7 février)[6],[7],[8],[9].

### Mars
- 15 mars : 50 000 personnes participent à la grève mondiale pour le climat. Ils sont 35 000 à Bruxelles, 3 300 à Gand, 3 300 à Louvain-la-Neuve, 2 800 à Anvers, plusieurs milliers à Mons, 800 à Liège, 600 à Namur et encore quelques centaines dans d'autres villes[10].

### Avril
- 10 avril : 
  - 107e édition du Grand Prix de l'Escaut.
  - Le Conseil européen se réunit extraordinairement pour examiner les développements relatifs au Brexit.
- 17 avril : 2e édition de la Flèche brabançonne féminine.

### Mai
- 17 mai : la chocolaterie Jacques, qui inventa le bâton de chocolat, ferme ses portes[11].
- 26 mai : élections européennes, législatives fédérales et régionales.

### Juin
- 18 juin : installation du gouvernement Paasch II en Communauté germanophone.

### Juillet
- 2 juillet : le Premier ministre belge Charles Michel est nommé président du Conseil européen[12].
- 6 juillet : grand départ du Tour de France à Bruxelles.
- 18 juillet : installation du gouvernement Vervoort III en Région de Bruxelles-Capitale.

- 22 juillet : le CSA belge a publié pour la première fois des autorisations DAB+ pour les neuf prochaines années, norme de radiodiffusion qui devrait à terme remplacer l'analogique[13].
- 24-26 juillet : la Belgique passe pour la première fois en alerte rouge canicule[14]. Le 24 juillet, le record de température nationale absolue tous mois confondus est battu : il est de 40,2 °C degrés (à Angleur)[15],[16]. Cependant, le record est battu dès le lendemain, avec 41,8 °C à Begijnendijk[17] en Région flamande et 41,6 °C à Houyet[17] en Région wallonne.

### Septembre
- 13 septembre : installation du gouvernement Di Rupo III en Région wallonne[18].
- 17 septembre : installation du gouvernement Jeholet (Communauté française).

### Octobre
- 2 octobre : installation du gouvernement Jambon en Région flamande.

### Décembre
- 9 décembre : le formateur Paul Magnette annonce que la formation d'un gouvernement reste, pour l'heure, impossible, après plus d'un an sans gouvernement.

## Culture

### Cinéma
- 9e cérémonie des Magritte du cinéma

### Littérature
- Prix Rossel : Vinciane Moeschler, Trois incendies (Éditions Stock)[19].

### Musique
- Concours musical international Reine Élisabeth de Belgique 2019 (violon)

## Sciences
- Prix Francqui : Laurens Cherchye (nl), Bram De Rock (nl) et Frederic Vermeulen (nl) (économie, KULeuven et ULB)[20].

## Décès
- 18 janvier : Etienne Vermeersch, philosophe (° 2 mai 1934).
- 22 janvier : Charles Vandenhove, architecte (° 3 juillet 1927).
- 25 janvier : 
  - Anne Marev, actrice et journaliste (° 1932).
  - Éric Duyckaerts, artiste (° 4 février 1953), mort à Bordeaux (France).
- 4 février : Bernard Lietaer, économiste (° 7 février 1942), mort en Allemagne.
- 7 février : Alfred Lecerf, homme politique (° 4 février 1948).
- 9 février : Salvatore Bellomo, catcheur (° 18 juin 1951).
- 17 février : Claude Renard, auteur (° 12 août 1946).
- 18 février : Jacques Sandron, dessinateur (° 2 mai 1942).
- 26 février : Jef Braeckevelt, directeur sportif (° 30 janvier 1943).
- 1er mars : Ludo Loos, coureur cycliste (° 13 janvier 1955).
- 7 mars : Joseph Marcel Ramet, médecin pédiatre belge et professeur d'université (° 5 février 1955).
- 14 mars : Godfried Danneels, cardinal (° 4 juin 1933).
- 16 mars : Gilbert Hottois, philosophe (° 29 mars 1946).
- 21 mars : Marcel Detienne, anthropologue et historien (° 11 octobre 1935), mort à Nemours (France).
- 6 avril : Jean Namotte, homme politique (° 1er décembre 1934).
- 9 avril : Paul Severs, chanteur (° 26 juin 1948).
- 19 avril : Patrick Sercu, coureur cycliste (° 27 juin 1944).
- 25 avril : Serge Moureaux, avocat et homme politique (° 1er janvier 1934).
- 7 mai : Jacques Taminiaux, philosophe (° 29 mai 1928).
- 16 mai : Jean-Pierre Grafé, avocat et homme politique (° 31 mars 1932).
- 22 mai : Rik Kuypers, réalisateur (° 11 avril 1925), mort à Lima (Pérou).
- 27 mai : François Weyergans, écrivain et réalisateur (° 2 août 1941), mort à Paris (France).
- 11 juin : Yves Delsarte, basketteur (°31 mai 1929).
- 12 juin : Armand De Decker, homme politique (° 8 octobre 1948).
- 14 juin : Mahfoudh Romdhani, homme politique (° 15 novembre 1946).
- 17 juin : Yun-Sun Limet, écrivaine (° 1968).
- 20 juin : Nora Tilley, actrice (° 3 février 1952).
- 25 juin : Anne Richter, nouvelliste et essayiste (° 25 juin 1939).
- 4 juillet : Philippe Van Snick, plasticien et peintre (° 16 décembre 1946).
- 12 juillet : Stéphanie de Windisch-Graetz, peintre et photographe (° 1939).
- 17 juillet : Robert Waseige, joueur et sélectionneur de football (° 26 août 1939).
- 22 juillet : Robert Wangermée, musicologue (° 21 septembre 1920).
- 4 août : André Goosse, grammairien (° 16 avril 1926).
- 5 août : Bjorg Lambrecht, coureur cycliste (° 2 avril 1997), chute au Tour de Pologne.
- 9 août : José Desmarets, homme politique (° 16 septembre 1925).
- 12 août : Luc Gustin, homme politique (° 14 juillet 1951).
- 13 août : René Taelman, entraîneur de football (° 5 mai 1946).
- 5 septembre : Charles Jarry, auteur de bande dessinée (° 5 décembre 1942).
- 16 septembre : Foulek Ringelheim, juriste et écrivain (° 20 janvier 1938).
- 20 septembre : Frans Van Looy, coureur cycliste (° 26 août 1950).
- 5 octobre : Philippe Tome, scénariste de bande dessinée (° 24 février 1957).
- 20 octobre : Joseph Houssa, homme politique (° 12 avril 1930).
- 22 octobre : Marieke Vervoort, sportive handisport (° 10 mai 1979).
- 23 octobre : Michel Nihoul, homme d'affaires et criminel (° 23 avril 1941).
- 5 novembre : Georges Gutelman, homme d'affaires (° 6 décembre 1938), mort en Israël.
- 6 novembre : Juliaan Lampens, architecte (° 1er janvier 1926).
- 18 novembre : Luc Ponette, acteur (° 7 juin 1938), mort à Paris (France).
- 22 novembre : Gaston Durnez, journaliste et écrivain d'expression flamande (° 9 septembre 1928).
- 13 décembre : Alfons Sweeck, coureur cycliste (° 15 mars 1936).
- 14 décembre : Panamarenko, artiste et inventeur (° 5 février 1940).
- 22 décembre : Georget Bertoncello, joueur de football (° 3 juillet 1943).
- 27 décembre : Art Sullivan, chanteur (° 22 novembre 1950).
- 30 décembre : André Smets, homme politique (° 5 juillet 1943).

## Statistiques
- Population totale au 1er janvier 2019 : 11 413 203[21].

#### Articles sur l'année 2019 en Belgique
- Élections européennes de 2019 en Belgique
- Élections législatives fédérales belges de 2019
- Élections régionales belges de 2019
- Gouvernement Di Rupo III
- Gouvernement Jambon
- Gouvernement Jeholet
- Gouvernement Paasch II

#### L'année sportive 2019 en Belgique
- Championnat d'Europe masculin de volley-ball 2019
- Championnat de Belgique de football 2018-2019
- Championnat de Belgique féminin de football 2018-2019
- Championnat de Belgique de football 2019-2020
- Championnat de Belgique féminin de football 2019-2020
- Coupe de Belgique de football 2018-2019
- Supercoupe de Belgique de football 2019
- Championnats de Belgique d'athlétisme en salle 2019
- Grand Prix automobile de Belgique 2019
- 6 Heures de Spa 2019
- Tour de Belgique 2019
- Gand-Wevelgem 2019
- Liège-Bastogne-Liège 2019
- Flèche wallonne 2019
- Tour de Wallonie 2019
- Tour des Flandres 2019
- Tournoi de tennis d'Anvers (ATP 2019)

#### L'année 2019 dans le reste du monde
- L'année 2019 dans le monde
- 2019 par pays en Amérique, 2019 au Canada, 2019 aux États-Unis
- 2019 en Europe, 2019 dans l'Union européenne, 2019 en Allemagne, 2019 en France, 2019 en Italie, 2019 en Suisse
- 2019 en Afrique • 2019 par pays en Asie • 2019 en Océanie
- 2019 aux Nations unies
- Décès en 2019